# Dover (New Jersey)
Dover is een plaats (town) in de Amerikaanse staat New Jersey, en valt bestuurlijk gezien onder Morris County.

## Demografie
Bij de volkstelling in 2000 werd het aantal inwoners vastgesteld op 18.188.
In 2006 is het aantal inwoners door het United States Census Bureau geschat op 18.387, een stijging van 199 (1.1%).

## Geografie
Volgens het United States Census Bureau beslaat de plaats een oppervlakte van
7,0 km², waarvan 6,9 km² land en 0,1 km² water. Dover ligt op ongeveer 282 m boven zeeniveau.

## Plaatsen in de nabije omgeving
De onderstaande figuur toont nabijgelegen plaatsen in een straal van 8 km rond Dover.